# IC 5011
IC 5011 = IC 5013 ist eine Spiralgalaxie vom Hubble-Typ SB0 im Sternbild Mikroskop am Südsternhimmel. Sie ist schätzungsweise 105 Millionen Lichtjahre von der Milchstraße entfernt.
Das Objekt wurde am 25. Juli 1897 von Lewis Swift entdeckt.